# Kostel svatého Jana Křtitele (Kremnické Bane)
Kostel svatého Jana Křtitele je gotický římskokatolický chrám v katastrálním území Kremnických Baní na Slovensku.
Kostel v gotickém slohu byl postaven v 13. století, o dvě století později přibyla loď kostela. V roce 1910 byl rozšířen.
Lokalita kostela je označována jako střed Evropy a jeho zvláštností je poloha na rozvodí, kdy voda ze severní poloviny střechy stéká do povodí Váhu a z jižní do povodí Hronu.
Na oslavu přijetí Deklarace Slovenské národní rady o svrchovanosti Slovenské republiky 17. července 1992 byla u kostela zapálena první vatra svrchovanosti. Zapálení proběhlo v přímém televizním přenosu za účasti asi 1400 osob, s projevy vystoupili politici a zástupci Matice slovenské.